# Grančarevo
Grančarevo este un sat din comuna Bijelo Polje, Muntenegru. Conform datelor de la recensământul din 2003, localitatea are 242 de locuitori (la recensământul din 1991 erau 351 de locuitori).

## Demografie
În satul Grančarevo locuiesc 201 persoane adulte, iar vârsta medie a populației este de 39,0 de ani (37,6 la bărbați și 40,7 la femei). În localitate sunt 70 de gospodării, iar numărul mediu de membri în gospodărie este de 3,46.
Această localitate este populată majoritar de sârbi (conform recensământului din 2003).
|  |

| Demografie | Demografie | Demografie |
| An         | Locuitori  | Locuitori  |
| ---------- | ---------- | ---------- |
|            |            |            |
|            |            |            |
|            |            |            |
|            |            |            |
| 1948       | 486        |            |
| 1953       | 539        |            |
| 1961       | 533        |            |
| 1971       | 546        |            |
| 1981       | 463        |            |
| 1991       | 351        | 350        |
| 2003       | 242        | 242        |

| \| Componența etnică conform recensământului din 2003[2] \| Componența etnică conform recensământului din 2003[2] \| Componența etnică conform recensământului din 2003[2] \| Componența etnică conform recensământului din 2003[2] \| Componența etnică conform recensământului din 2003[2] \| \| ----------------------------------------------------- \| ----------------------------------------------------- \| ----------------------------------------------------- \| ----------------------------------------------------- \| ----------------------------------------------------- \| \| \| \| \| \| \| \| Sârbi \| Sârbi \| \| 184 \| 76,03% \| \| Muntenegreni \| Muntenegreni \| \| 58 \| 23,96% \| \| necunoscută \| necunoscută \| \| 0 \| 0% \| |              |  |     |        |
| Componența etnică conform recensământului din 2003 |              |  |     |        |
| |              |  |     |        |
| Sârbi | Sârbi        |  | 184 | 76,03% |
| Muntenegreni | Muntenegreni |  | 58  | 23,96% |
| necunoscută | necunoscută  |  | 0   | 0%     |